# 马特米扬·柳廷
马特米扬·尼基蒂奇·柳廷（俄語：Мартемья́н Ники́тич Рю́тин，羅馬化：Martem'yán Nikítich Ryútin，1890年2月13日—1937年1月10日），他是苏联马克思主义活动家、布尔什维克革命家和苏共高级干部人员，苏联红军机关报《红星报》副主编。1917年9月—12月，任哈尔滨工兵代表苏维埃主席。1930年代初，柳廷作为反对时任苏联领导人约瑟夫·斯大林的右翼反对派领导人之一，曾主持起草了一份长达200页的反斯大林主义纲领。他在这份文件中将当时灾难性的经济形势归结于斯大林的独断专行，其中写道：“党和无产阶级专政被斯大林及其随从带入了一条不为人知的死胡同，并且现在正面临着致命的危险。在群体欺骗和诽谤的帮助下，在难以置信的高压与恐怖统治的帮助下，斯大林同志在过去的五年里把最优秀的、最纯粹的布尔什维克干部从领导层中剔除出去，在政治局乃至全国建立起了他的个人专政，并与列宁主义决裂最终走上了一条最难以控制的冒险主义和极端个人崇拜的道路。”随后他连同其支持者一起被苏联秘密警察逮捕，这便是著名的“柳廷事件”。柳廷拒绝承认法庭对他的指控，作为大清洗运动的一部分，他于1937年1月10日被宣布以反革命破坏罪和间谍的罪名被处决。
在苏联的最后几年里，柳廷在政治上获得了平反；他对斯大林及其政策的长篇批文首次被公开发表，该文章于2010年被翻译为英文版本。

## 延伸阅读
- Sobhanlal Datta Gupta (ed.), The Ryutin Platform: Stalin and the Crisis of Proletarian Dictatorship: Platform of the "Union of Marxists-Leninists." Pranab Ghosh and Susmita Bhattacharya, translators. Parganas, India: Seribaan, 2010. —Includes full text of the Ryutin Platform.
- Boris A. Starkov, Martem'ian Riutin: Na koleni ne vstanu. Moscow: Politizdat, 1992.
- I. Anfertev, Martem'ian Riutin. Moscow: Moskovskii rabochii, 1990.
- William A. Clark, “The Ryutin Affair and the ‘Terrorism’ Narrative of the Purges,” Russian History, vol. 42, no. 4 (2015): 377-424.